# イクア・ボラーニョス大火災
イクア・ボラーニョス大火災（スペイン語: Incendio del supermercado Ycuá Bolaños、英語: Ycuá Bolaños supermarket fire）は、2004年8月1日にパラグアイの首都アスンシオンで発生した火災である。

## 概要
大型スーパーであるイクア・ボラーニョスとレストラン、オフィス、地下駐車場を含む3階建ての複合型商業施設にて出火し、1階フロアにて2回の爆発が生じた。消防士らの消火活動により鎮火したのは7時間後であった。最終的に394人（行方不明者9人を含む）が死亡、約500人が負傷した。医薬品などが不足し、アルゼンチンから援助物資の緊急輸送を受けた。原因は調理場にある焼肉用の煙突が長年メンテナンスを施されていなかったことから内部に溜まっていた大量の塵や油が調理により出る高温の煙によって熱せられ発火、それにより生じた可燃性ガスが施設の天井に漏れ、さらに引火したためとされる。
消防士や数人の生存者らは、火災に便乗して商品などを持ち去られることを懸念したショッピングセンターオーナーのファン・ピウス・パイヴァとその息子であるビクトル・ダニエル・パイヴァが施設の扉の閉鎖を指示し、施設内にいた人々を閉じ込めたと主張した。また、ショッピングセンターの管理者は意図的な扉の閉鎖について否定している。警察は、ファン・ピウス・パイヴァ、ビクトル・ダニエル・パイヴァ、警備員ら5人を逮捕し、起訴した。

## 裁判

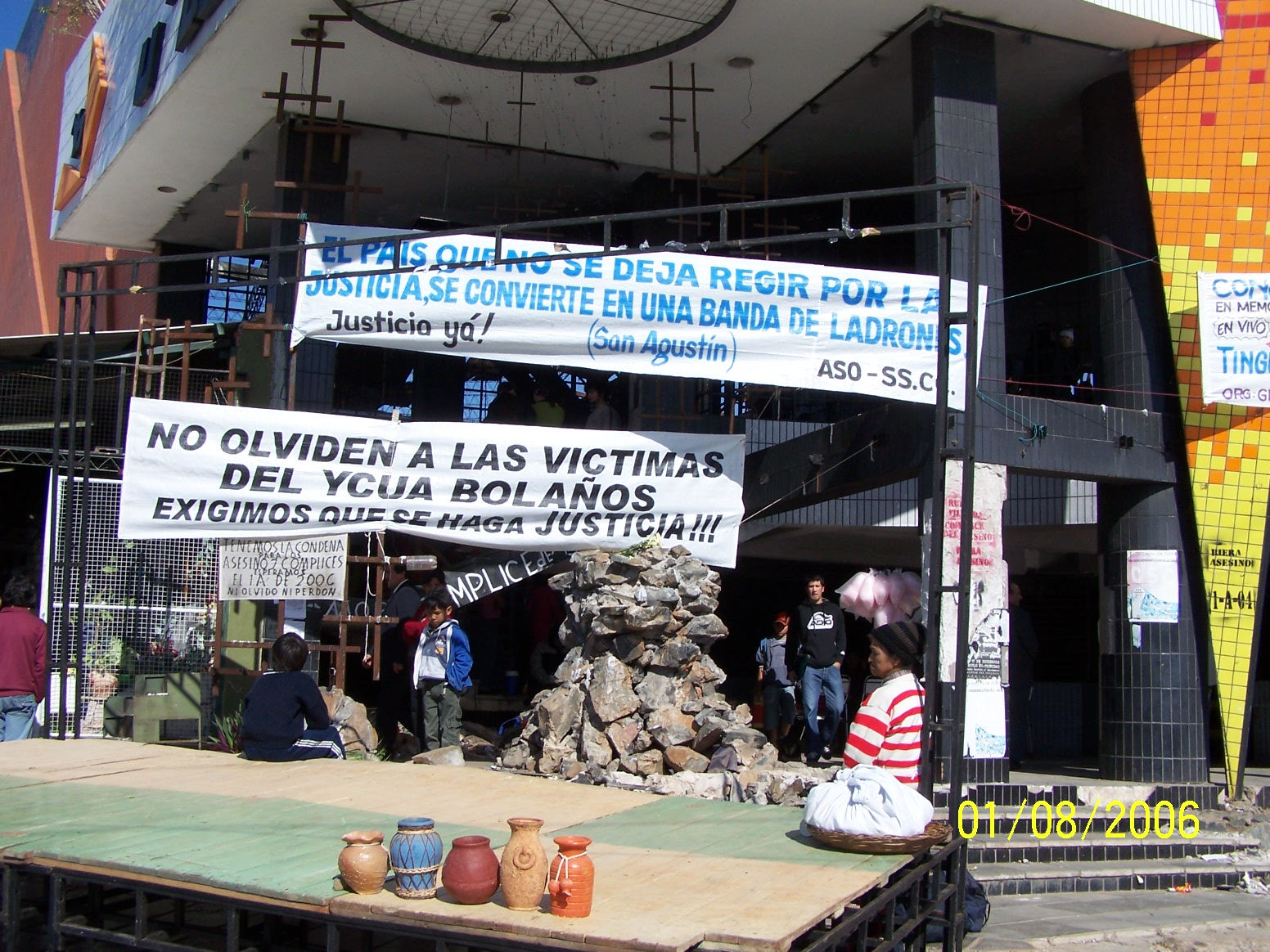
火災から2年後(2006年8月1日）のイクア・ボラーニョススーパーマーケットの玄関。 犠牲者のための審判を求める横断幕が掲げられている

2006年12月5日、フアン・ピウス・パイヴァ、ビクトル・ダニエル・パイヴァと警備員らは、検察の求刑25年に対し最高5年の刑の有罪判決を受けた。判決が読まれた際、生存者および犠牲者の遺族が怒りを表し法廷内で暴動を起こし、そしてアスンシオンの路上にまで広がった。検察は裁判のやり直しを求めた。
2008年2月2日、裁判所は3名に過失致死傷罪が適用されるとした。社長であるファン・ピウス・パイヴァは12年の刑、火災発生時にいた社長の息子であるビクトル・ダニエル・パイヴァは10年の刑、扉を閉じた警備員らは5年の刑が言い渡された。また、火災発生時にいた株主であるウンベルト・カサクシアは、職員を危険に晒した罪により2年半の刑を言い渡された。現場となった複合施設を設計し建築した建設者は、危険な構築物を建設した罪により 2年の自宅軟禁を受けた。